# 神经行为学

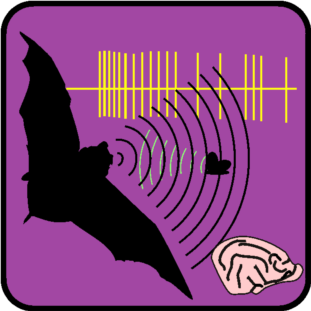
蝙蝠的回声定位是神经行为学中的一个模式系统

神经行为学（Neuroethology），名称源自希腊文（神经）与（行为），是通过演化与比较等方法对动物行为及其神经系统机制进行研究的学科。它是行为神经科学的一门交叉学科分支，目的是了解中枢神经系统如何将刺激转化为自然行为。例如，蝙蝠的听觉系统是如何将声音的声学性质转化以进行回聲定位的。神经行为学家希望通过对于动物的特殊行为的研究得到神经系统的普遍规律。
正如学科名称所表示的那样，这门学科是神经科学与行为学的综合。与神经科学的其他分支相比，神经行为学的一个中心主题是注重于对自然行为的研究。其中自然行为是指源自自然选择过程的行为（如求偶、飞行、行走、躲避掠食者等），而非处于疾病状态的行为，或特别是在实验室条件下的任务行为。

## 历史
神经行为学的领域欠它的存在的一部分，建立动物行为学的是动物学内部的独特的学科。虽然动物的行为已经早在亚里士多德（公元前384-342）的时代就曾进行了研究，但直到二十世纪早期，动物行为学才终于成为从自然科学（一个严格的描述领域）和生态学区分开来的一门学科。这背后的新的区别主要的催化剂是康拉德·洛伦兹和尼古拉斯·廷贝亨的研究和著作。

## 模式系统
- 蝙蝠的回声定位 - 夜间飞行导航和捕获猎物；使用其自己的叫声的回应返回对象的位置。
- 鸣禽唱歌 - 斑胸草雀，金丝雀，和白冠帶鵐，歌曲学习作为人类语言发展的一种模式。
- 昼夜节律 - 视交叉上核的各种昼夜控制行为的影响。
- 蟋蟀唱歌 - 求偶鸣声。
- 夜蛾科 - 对于蝙蝠叫声的超声波回避（英语：Ultrasound avoidance）反应
- 老鼠 - 空间记忆和导航。
- 蜜蜂属 - 学习，导航，视觉，嗅觉，飞行，攻击，觅食。
- 淡水龙虾 - 逃跑，惊跳行为，侵略和社会等级的形成。
- 慈鯛科鱼 - 侵略和攻击行为。
- 君主斑蝶 - 导航机制。

## 参阅
- 尼古拉斯·廷贝亨
- 卡尔·冯·弗里希
- 康拉德·洛伦兹
- 小西正一